# Sindaci di Nardò
Elenco dei sindaci di Nardò nel governo della città:

## Regno di Napoli (1734-1806)
|  |  |

| Periodo | Periodo | Primo cittadino  | Partito    | Carica  | Note  |
| ------- | ------- | ---------------- | ---------- | ------- | ----- |
| ...     | ...     | ...              | ...        | ...     |       |
| 1802    | ...     | Tommaso Maritati | (patrizio) | Sindaco | [ 1 ] |

## Regno di Napoli (periodo napoleonico 1806-1815)
|  |  |

| Periodo | Periodo | Primo cittadino    | Partito      | Carica     | Note  |
| ------- | ------- | ------------------ | ------------ | ---------- | ----- |
| 1809    | 1810    | Giacinto Manieri   |              | Sindaco    | [ 2 ] |
| 1810    | 1812    | Giuseppe Bove      |              | Sindaco    | [ 2 ] |
| 1812    | 1814    | Giuseppe Maritati  |              | Secretario | [ 2 ] |
| 1814    | 1815    | Achille De Michele | (De Micheli) | Sindaco    | [ 2 ] |

## Regno delle Due Sicilie (1816-1861)
|  |  |

| Periodo | Periodo | Primo cittadino          | Partito      | Carica  | Note  |
| ------- | ------- | ------------------------ | ------------ | ------- | ----- |
| 1816    | 1820    | Achille De Micheli       | (De Michele) | Sindaco | [ 2 ] |
| 1820    | 1823    | Francesco Antonio Vaglio |              | Sindaco | [ 2 ] |
| 1823    | 1825    | Giacinto Manieri         |              | Sindaco | [ 2 ] |
| 1826    | 1828    | Nicola Vaglio            |              | Sindaco | [ 2 ] |
| 1829    | ...     | Daniele Tarantino        |              | Sindaco | [ 2 ] |
| 1834    | ...     | Giacinto Costantini      |              | Sindaco | [ 2 ] |
| 1842    | ...     | Vito De Michelis         |              | Sindaco | [ 2 ] |
| 1846    | ...     | Gian Vincenzo Dellabbate | (patrizio)   | Sindaco | [ 2 ] |
| 1848    | ...     | Tommaso Zuccaro          |              | Sindaco | [ 2 ] |
| 1851    | 1852    | Ferdinando Manieri Elia  |              | Sindaco | [ 3 ] |
| 1852    | 1857    | Gian Vincenzo Dellabbate | (patrizio)   | Sindaco | [ 2 ] |
| 1857    | ...     | Bernardino Tafuri        | (nobile)     | Sindaco | [ 2 ] |

## Regno d'Italia (1861-1946)
|  |  |

### Monarchia
| Periodo | Periodo | Primo cittadino              | Partito | Carica                  | Note  |
| ------- | ------- | ---------------------------- | ------- | ----------------------- | ----- |
| 1861    | 1862    | Nicola Giulio                |         | Sindaco                 | [ 3 ] |
| 1862    | ...     | Giovanni Battista De Michele |         | Sindaco                 | [ 3 ] |
| 1864    | 1865    | Benedetto Vetere             |         | Sindaco                 | [ 2 ] |
| 1869    | 1871    | Luigi Maria Personé          |         | Sindaco                 | [ 4 ] |
| 1871    | 1873    | Giovanni Battista De Michele |         | Sindaco                 | [ 4 ] |
| 1873    | 1874    | Nicola Giulio                |         | Sindaco                 | [ 5 ] |
| 1874    | 1875    | Tommaso Zuccaro              |         | Sindaco                 | [ 4 ] |
| 1876    | 1879    | Giovanni Battista De Michele |         | Sindaco                 | [ 4 ] |
| 1879    | 1885    | Nicola Giulio                |         | Sindaco                 | [ 4 ] |
| 1885    | 1887    | Giovanni Battista De Michele |         | Sindaco                 | [ 4 ] |
| 1887    | 1887    | Antonio Tafuri               |         | Sindaco                 | [ 4 ] |
| 1887    | ...     | Francesco Manieri            |         | Sindaco                 | [ 6 ] |
| 1889    | 1902    | Benedetto Vetere             |         | Sindaco                 | [ 4 ] |
| 1902    | 1908    | Oronzo Saetta                |         | Sindaco                 | [ 4 ] |
| 1908    | 1913    | Nicola Zuccaro               |         | Sindaco                 | [ 4 ] |
| 1914    | 1917    | Vincenzo Arachi              |         | Sindaco                 | [ 4 ] |
| 1917    | 1918    | Antonio Romanello            |         | Commissario prefettizio | [ 4 ] |
| 1918    | 1920    | Antonio Galati               |         | Commissario prefettizio | [ 4 ] |
| 1920    | 1923    | Marco Colosso                |         | Sindaco                 | [ 4 ] |
| 1923    | 1924    | Gaetano Palmentola           |         | Commissario prefettizio | [ 4 ] |
| 1924    | 1925    | Vito Antonacci               |         | Commissario prefettizio | [ 4 ] |

### Regime fascista
| Periodo | Periodo | Primo cittadino   | Partito | Carica                  | Note  |
| ------- | ------- | ----------------- | ------- | ----------------------- | ----- |
| 1925    | 1926    | Angelo Onorato    |         | Sindaco                 | [ 4 ] |
| 1927    | 1940    | Angelo Onorato    |         | Podestà                 | [ 4 ] |
| 1940    | 1941    | Giuseppe Sammarco |         | Commissario prefettizio | [ 4 ] |
| 1941    | 1942    | Gustavo Metafune  |         | Podestà                 | [ 4 ] |
| 1943    | 1943    | Mario Sangiovanni |         | Commissario prefettizio | [ 4 ] |

### Periodo costituzionale transitorio
| Periodo | Periodo | Primo cittadino  | Partito | Carica                  | Note  |
| ------- | ------- | ---------------- | ------- | ----------------------- | ----- |
| 1944    | 1944    | Roberto Vallone  |         | Commissario prefettizio | [ 4 ] |
| 1944    | 1945    | Roberto Vallone  |         | Sindaco                 | [ 4 ] |
| 1945    | 1946    | Pantaleo Ingusci |         | Commissario prefettizio | [ 4 ] |

## Repubblica Italiana (1946-oggi)
|  |  |

### Sindaci eletti dal Consiglio Comunale
| Periodo | Periodo | Primo cittadino          | Partito                     | Carica                  | Note  |
| ------- | ------- | ------------------------ | --------------------------- | ----------------------- | ----- |
| 1946    | 1948    | Giovan Bernardino Tafuri | Democrazia Cristiana        | Sindaco                 | [ 4 ] |
| 1948    | 1949    | Giovanni Siciliano       |                             | Sindaco                 | [ 4 ] |
| 1949    | 1950    | Giovanni Del Prete       |                             | Sindaco                 | [ 4 ] |
| 1951    | 1954    | Alberto Manieri          |                             | Sindaco                 | [ 4 ] |
| 1954    | 1956    | Ettore Gioffreda         |                             | Sindaco                 | [ 4 ] |
| 1956    | 1957    | Antonio Ammassari        | Partito Socialista Italiano | Sindaco                 | [ 4 ] |
| 1957    | 1962    | Salvatore De Benedittis  | Democrazia Cristiana        | Sindaco                 | [ 4 ] |
| 1962    | 1969    | Mario Calabrese          | Democrazia Cristiana        | Sindaco                 | [ 4 ] |
| 1969    | 1973    | Nicola Borgia            | Democrazia Cristiana        | Sindaco                 | [ 4 ] |
| 1973    | 1975    | Salvatore Vaglio         | Democrazia Cristiana        | Sindaco                 | [ 4 ] |
| 1975    | 1977    | Antonio Boccarella       | Democrazia Cristiana        | Sindaco                 | [ 4 ] |
| 1977    | 1978    | Franco Antico            | Democrazia Cristiana        | Sindaco                 | [ 4 ] |
| 1978    | 1980    | Cosimo Sasso             | Democrazia Cristiana        | Sindaco                 | [ 4 ] |
| 1980    | 1981    | Franco Antico            | Democrazia Cristiana        | Sindaco                 | [ 4 ] |
| 1981    | 1982    | Cosimo Sasso             | Democrazia Cristiana        | Sindaco                 | [ 4 ] |
| 1982    | 1985    | Benedetto Leuzzi         | Democrazia Cristiana        | Sindaco                 | [ 4 ] |
| 1985    | 1987    | Giovanni Però            | Democrazia Cristiana        | Sindaco                 | [ 4 ] |
| 1987    | 1988    | Riccardo Leuzzi          | Democrazia Cristiana        | Sindaco                 | [ 4 ] |
| 1988    | 1992    | Cosimo Sasso             | Democrazia Cristiana        | Sindaco                 | [ 7 ] |
| 1992    | 1993    | Nicola Borgia            | Democrazia Cristiana        | Sindaco                 | [ 7 ] |
| 1993    | 1994    | Nicola Russo             |                             | Commissario prefettizio | [ 7 ] |

### Sindaci eletti direttamente
| Periodo | Periodo   | Primo cittadino          | Partito                         | Carica              | Note  |
| ------- | --------- | ------------------------ | ------------------------------- | ------------------- | ----- |
| 1994    | 1998      | Antonio Benedetto Vaglio | Civico di centro                | Sindaco             | [ 7 ] |
| 1998    | 2001      | Gregorio Dell'Anna       | Forza Italia                    | Sindaco             | [ 7 ] |
| 2001    | 2002      | Nicola Prete             |                                 | Comm. straordinario | [ 7 ] |
| 2002    | 2007      | Antonio Benedetto Vaglio | Indipendente di centro-sinistra | Sindaco             | [ 7 ] |
| 2007    | 2010      | Antonio Benedetto Vaglio | Indipendente di centro-sinistra | Sindaco             | [ 7 ] |
| 2010    | 2011      | Giovanni D'Onofrio       |                                 | Comm. straordinario | [ 7 ] |
| 2011    | 2016      | Marcello Risi            | Civico di centro-sinistra       | Sindaco             | [ 7 ] |
| 2016    | 2021      | Giuseppe Mellone         | Indipendente di destra          | Sindaco             | [ 7 ] |
| 2021    | in carica | Giuseppe Mellone         | Indipendente di destra          | Sindaco             | [ 7 ] |